# يواكيم فريدرش (ناخب براندنبورغ)

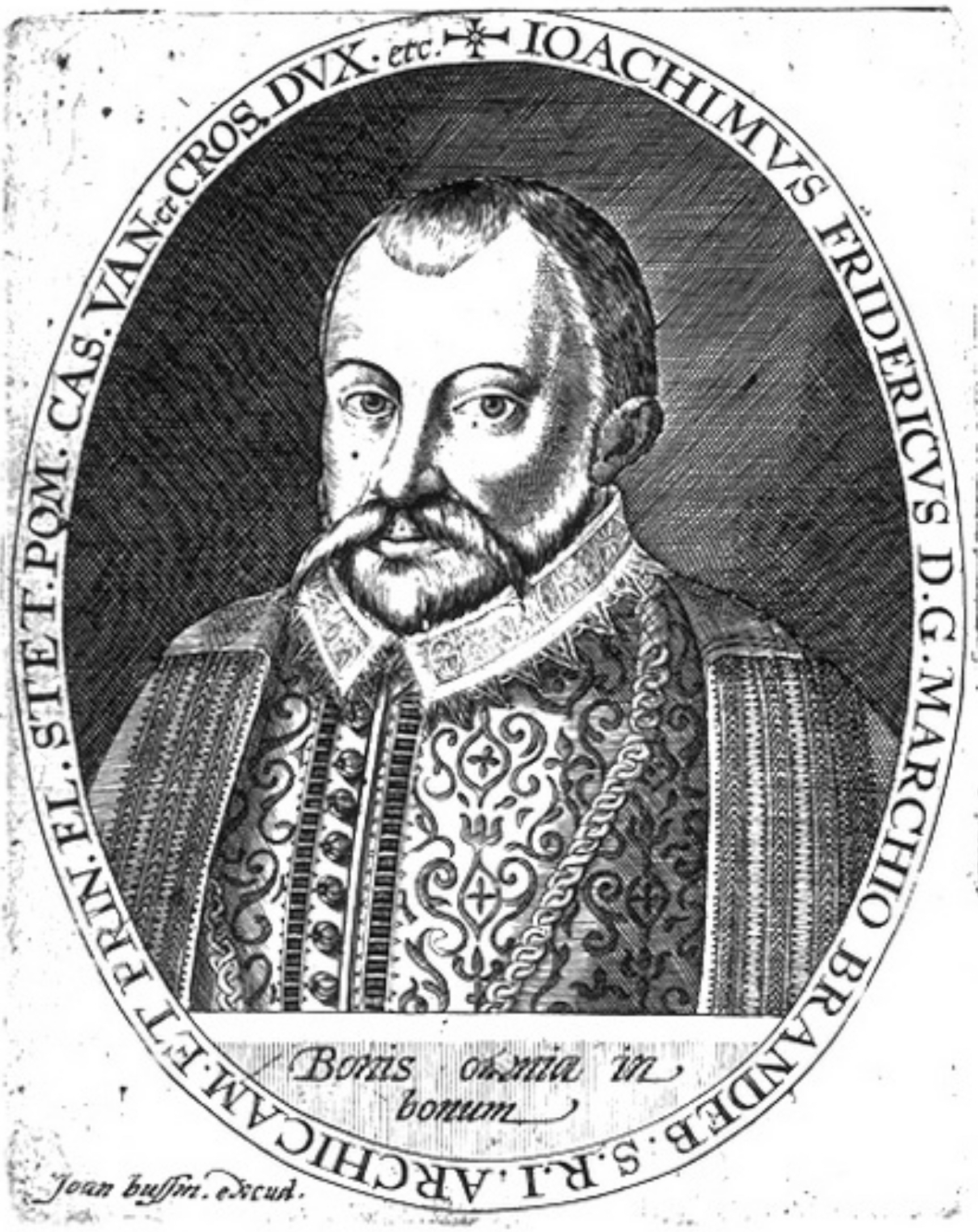
يواكيم فريدرش

يواكيم فريدرش براندنبورغ (Joachim Friedrich von Brandenburg؛ 27 يناير 1546 كولن، - 18 يوليو 1608 كوبنيك) الأمير الناخب لمرغريفية براندنبورغ بين عامي 1598-1608، ومن عام 1603 خلف غيورغ فريدرش الأول في الوصاية على دوقية بروسيا. ولد يواكيم فريدرش لدى آل هوهنتسولرن. نجل الأمير الناخب يوهان غيورغ الوحيد من زوجته الأولى الأميرة صوفيا لغنيتسا.